# Andreas Kunz
Pour les articles homonymes, voir Kunz.
Andreas Kunz (né le 24 juillet 1946 à Leipzig et mort dans la même ville le 1er janvier 2022) est un ancien spécialiste est-allemand du combiné nordique.

## Palmarès

### Jeux olympiques
| Épreuve / Édition | Grenoble 1968 |
| Individuel        | Bronze        |